# Saint-Martin-des-Bois
Saint-Martin-des-Bois é uma comuna francesa na região administrativa do Centro, no departamento Loir-et-Cher. Estende-se por uma área de 37,31 km². Em 2010 a comuna tinha 587 habitantes (densidade: 15,7 hab./km²).